# František Palacký

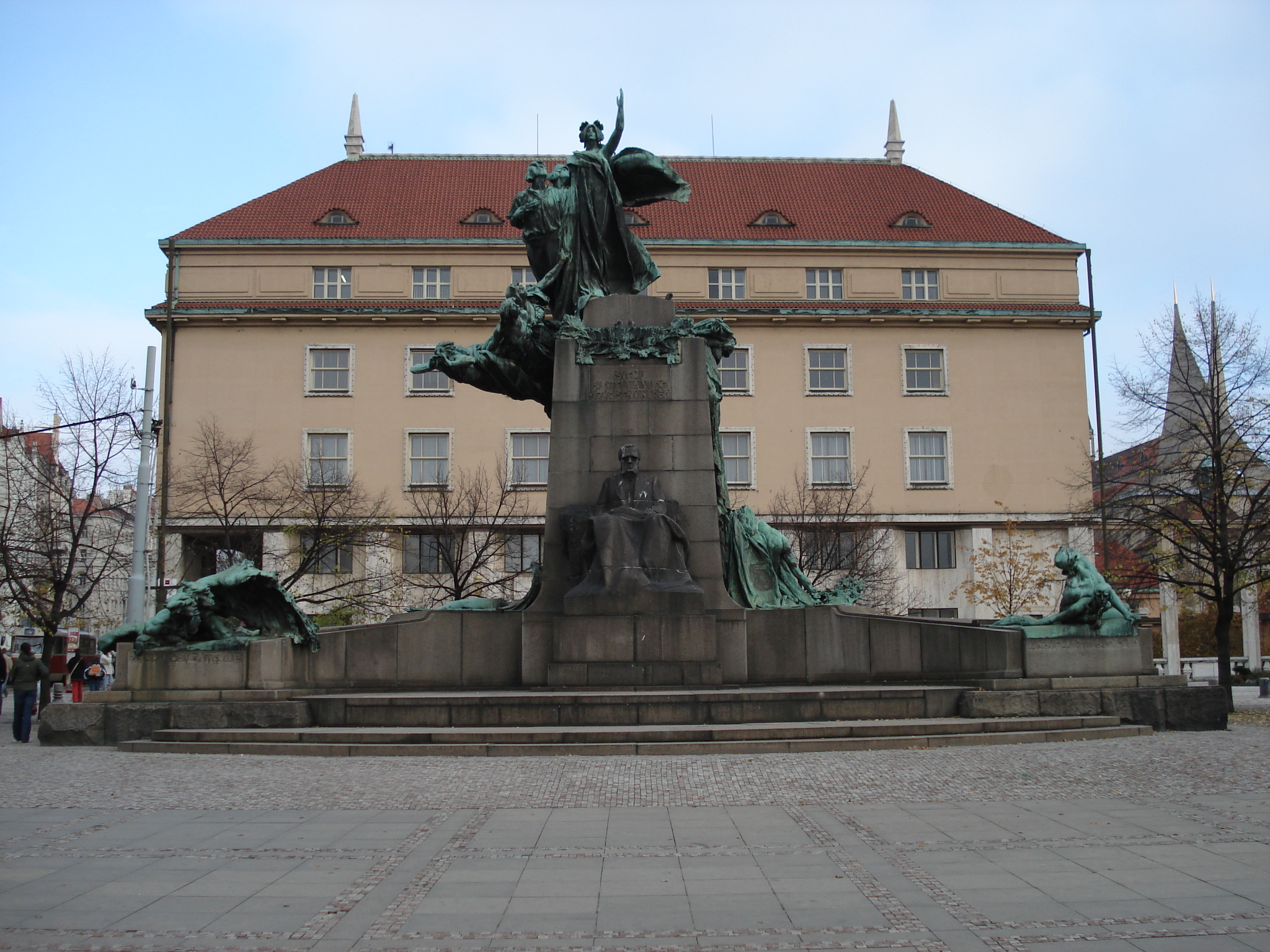
„Celui care a trezit și condus națiunea națiunea reînviată” (Svému buditeli o vůdci vzkříšený národ). Un monument ridicat în memoria lui František Palacký la Praga de către Stanislav Sucharda, 1902

František Palacký (pronunție în cehă [franˈciʃɛk paˈlatskiː]; n. 14 iunie 1798, Hodslavice⁠(d), Monarhia Habsburgică – d. 26 mai 1876, Praga, Austro-Ungaria) a fost un istoric și om politic ceh, persoana cea mai influentă a Renașterii Naționale Cehe, considerat „Părinte al Națiunii”.
Imaginea lui a fost reprezentată în perioada 1934–1938 pe bancnota de 1.000 de coroane cehoslovace și este reprezentată, începând din 1993, pe bancnota de 1.000 de coroane cehe.

## Viața

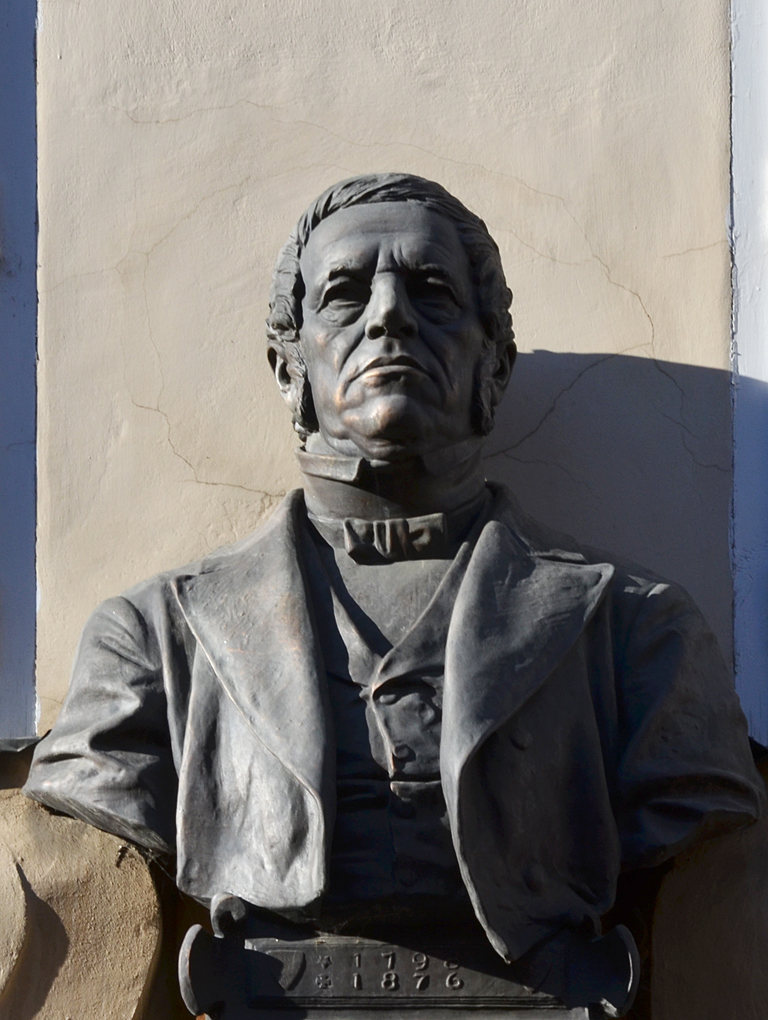
Bustul lui František Palacký realizat de Josef Václav Myslbek la Praga

František Palacký s-a născut în satul Hodslavice din nord-estul Moraviei, care face parte acum din regiunea Moravia-Silezia a Republicii Cehe. Strămoșii săi erau membri ai comunității Fraților Moravi și și-au păstrat în mod clandestin credința protestantă în cursul îndelungatei perioade de persecuție religioasă, aderând în cele din urmă la Mărturisirea de la Augsburg pe care au considerat-o ca apropiată de credința lor inițială. Tatăl lui Palacký era învățător și un om cult. Fiul său a fost trimis în 1812 la Liceul Evanghelic Luteran din orașul pe atunci maghiar Bratislava, unde a intrat în contact cu filologul Pavel J. Šafařík și a studiat cu zel limbile slave (a învățat 11 de limbi și s-a familiarizat cu alte câteva).
După câțiva ani petrecuți ca profesor particular, Palacký s-a stabilit în 1823, la Praga. Aici a găsit un prieten apropiat în persoana lui Josef Dobrovský, ale cărui relații bune cu autoritățile austriece l-au protejat de ostilitatea arătată de guvern față de cei care studiau disciplinele slave. Dobrovský l-a prezentat contelui Sternberg și fratelui său, Francis, care manifestau un interes entuziast față de istoria Boemiei. Contele Francis era principalul fondator al Societății Muzeului Boemiei, ce strânsese colecția de documente cu privire la istoria Boemiei, cu scopul de a redeștepta interesul național pentru studierea istoriei naționale.

### Implicarea sa în mișcarea națională cehă
Interesul public față de această mișcare a fost stimulat în 1825 de către noul Časopis Českého musea („Jurnalul Muzeului Boemiei”), al cărui prim editor a fost Palacký. Jurnalul a fost publicat pentru prima dată în limbile cehă și germană, iar ediția cehă a supraviețuit și a devenit cel mai important mediu literar al Boemiei. Palacký a primit o funcție modestă de arhivar al contelui Sternberg și în 1829 moșierii din Boemia au dorit să-i confere titlul de istoriograf al Boemiei, cu un salariu mic, dar obținerea consimțământului autorităților vieneze a durat zece ani.
Între timp, moșierii, cu acordul tardiv al Vienei, s-au angajat să plătească cheltuielile de publicare a operei principale a lui Palacký, Dějiny národu českého v Čechách o v Moravě („Istoria națiunii cehe în Boemia și Moravia”). Această carte, care începe cu anul 1526 și abolirea independenței cehilor (Palacký a admis că, în scrierea istoriei naționale de la 1526, el „ar trebui să mintă”), s-a bazat pe cercetarea laborioasă în arhivele locale din Boemia și în bibliotecile orașelor mari ale Europei, și rămâne autoritatea istorică standard. Primul volum a fost tipărit în limba germană în 1836, fiind ulterior tradus în limba cehă. Publicarea lucrării a fost împiedicată de cenzura poliției, care a fost deosebit de activă în criticarea relatării sale despre mișcarea husită.
Palacký, deși avea simpatii naționale și protestante, a avut grijă să evite o aprobare necritică a declanșării Reformei protestante, dar declarațiile sale au fost considerate de autorități ca periculoase pentru credința catolică. El a fost obligat să elimine unele părți din istoria sa și să accepte pasaje interpolate de cenzori. După desființarea cenzurii poliției în 1848, el a publicat o nouă ediție, completată în anul 1876, restaurând forma inițială a lucrării. Oponentul principal al lui Palacký în controversa stârnită de nararea începutului mișcării reformiste din Boemia a fost baronul Helfert, care a primit o scrisoare de la Viena pentru a scrie lucrarea Huss und Hieronymus (1853) care să contracareze impresia făcută de Istoria lui Palacký. K. A. K. Höfler, un profesor german de istorie de la Praga, a prezentat o opinie istorică similară cu perspectiva autorităților în lucrarea Geschichte der hussitischen Bewegung in Bohmen. Palacký a răspuns în lucrările Geschichte des Hussitenthumes und Profesor Löffler (Praga, 1868) și Zur böhmischen Geschichtschreibung (Praga, 1871).

### Activismul politic

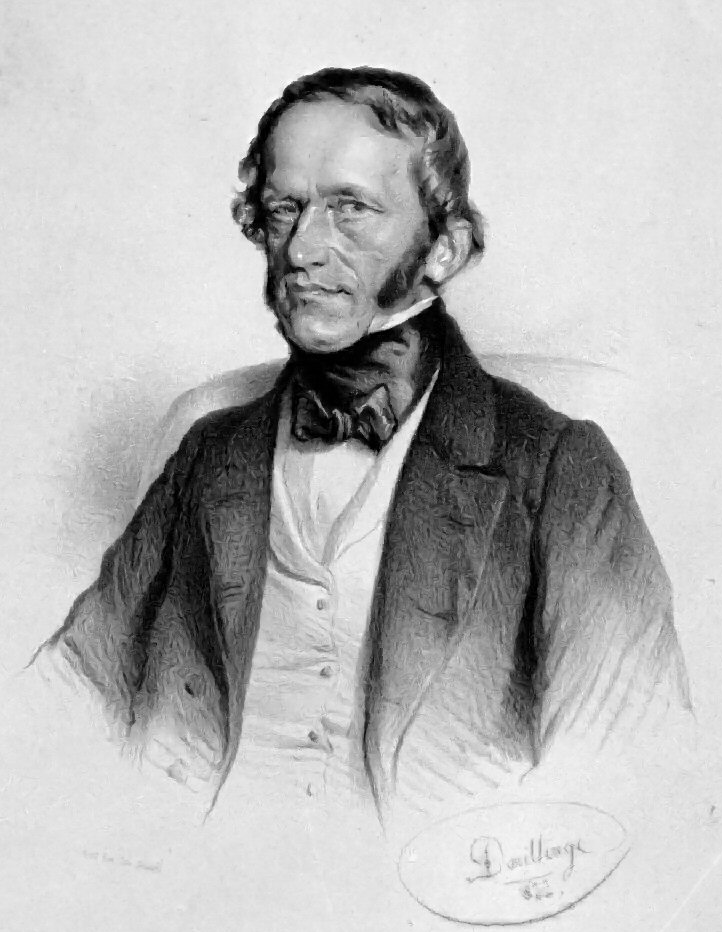
František Palacký (litografie, 1855)

Revoluția de la 1848 l-a determinat pe istoric să intre în politica activă. După cum a justificat în celebra sa Psaní face Frankfurtu („O scrisoare de la Frankfurt”), a refuzat să participe în parlamentul provizoriu format din 500 de foști deputați în toate dietele germane, care s-au reunit la Frankfurt, pe motiv că pe un ceh nu-l interesează politica germană. La începutul lunii iunie el a coordonat Congresul slav de la Praga, în calitate de președinte. Mai târziu, în același an, el a fost ales deputat în Reichstag-ul care a funcționat în orașul Kroměříž (Kremsier) între octombrie 1848 și martie 1849. El s-a declarat la acel moment în favoarea unui imperiu austriac puternic, care trebuia să fie organizat ca o federație a statelor sud-germane și a statelor slave, permițând astfel păstrarea drepturilor lor individuale. Această mișcare a fost numită austroslavism. Opiniile sale au trezit un oarecare interes la Viena, iar lui Palacký i s-a oferit chiar și un portofoliu în guvernul baronului Franz von Pillersdorf. Prăbușirea ideii federale și triumful definitiv al partidului reacționar în 1852 au dus la retragerea sa din politică.
În urma concesiilor liberale din 1860 (vezi Diploma din octombrie) și 1861 (vezi Patenta din Februarie), cu toate acestea, el a devenit membru pe viață al Camerei Domnilor din Imperiul Austriac. Opiniile sale au fost însă puțin sprijinite în cadrul adunării și, cu excepția unei scurte perioade de după decretul din august 1871, prin care împăratul a creat speranțe că va acorda Boemiei dreptul la autoguvernare, el a încetat să mai participe la ședințele camerei superioare a Consiliului Imperial începând din 1861. În Dieta Boemiei (zemský sněm) a devenit liderul recunoscut al Partidului Național (staročeši). El a solicitat înființarea unui regat ceh care trebuia să includă Boemia, Moravia și Silezia, iar în zelul său pentru autonomia cehă a intrat într-o alianță chiar și cu nobilimea conservatoare și cu catolicii extremiști. A participat la Congresul panslavist de la Moscova din 1867. El a murit la Praga, la 26 mai 1876.

## Moștenire

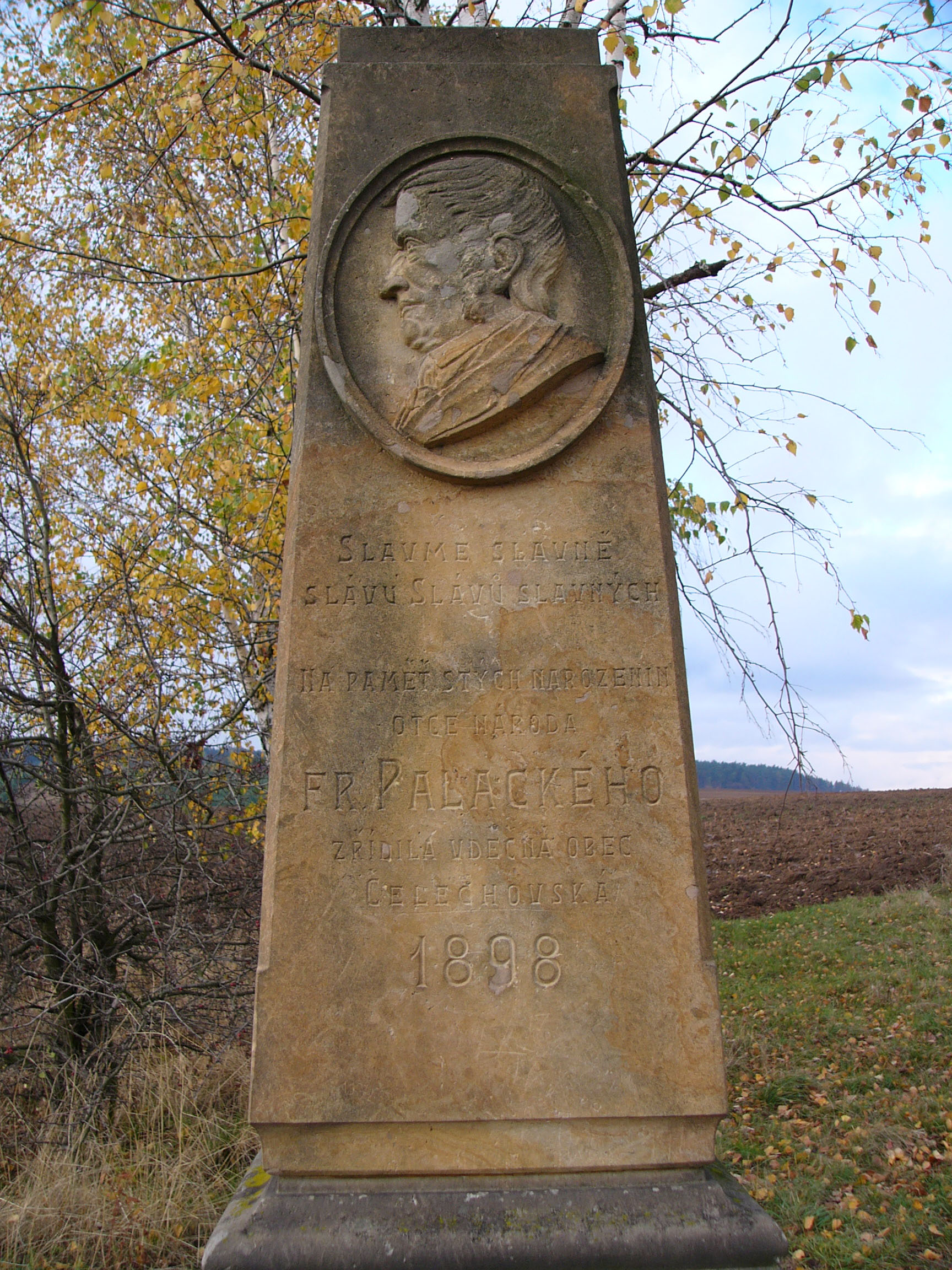
Unul dintre multele monumente dedicate lui František Palacký (acesta se află în satul morav Čelechovice na Hané, regiunea Olomouc)

František Palacký este considerat unul dintre cei trei Părinți ai națiunii cehe – primul este regele Boemiei și împăratul Sfântului Imperiu Roman Carol al IV-lea, al doilea este František Palacký și al treilea este președintele Cehoslovaciei, Tomáš Garrigue Masaryk. Unor persoane le place să afirme că cei trei nu ar avea aceeași importanță pentru națiunea cehă, susținându-l pe unul sau pe altul dintre ei. În ceea ce privește activitatea istoriografică a lui Palacký, nici un alt studiu istoric complet nu depășește istoria Boemiei scrisă de el. Toți istoricii cehi de mai târziu au fost influențați direct sau indirect de activitatea lui Palacký.

## Lucrări
- Würdigung der alten böhmischen Geschichtschreiber (Praga, 1830), care conține fragmente istorice scrise de mulți autori ale căror lucrări erau pe atunci inaccesibile studenților cehi
- Dějiny národu českého v Čechách o v Moravě I–V („Istoria națiunii cehe din Boemia și Moravia”), 1836–1867
- Archiv český (6 vol., Praga, 1840–1872)
- Urkundliche Beiträge zur Geschichte des Hussitenkriegs (2 vol., Praga, 1872–1874)
- Documenta magistri Ioan Hus vitam, doctrinam, causant ... illustrantia (Praga, 1869)
- împreună cu Šafařík a scris Anfänge der böhmischen Dichtkunst (Pressburg, 1818) și Die ältesten Denkmäler der böhmischen Sprache (Praga, 1840)
- Trei volume ale articolelor și eseurilor sale scrise în limba cehă au fost publicate sub titlul Radhost (3 vol., Praga, 1871–1873)

## Imagini

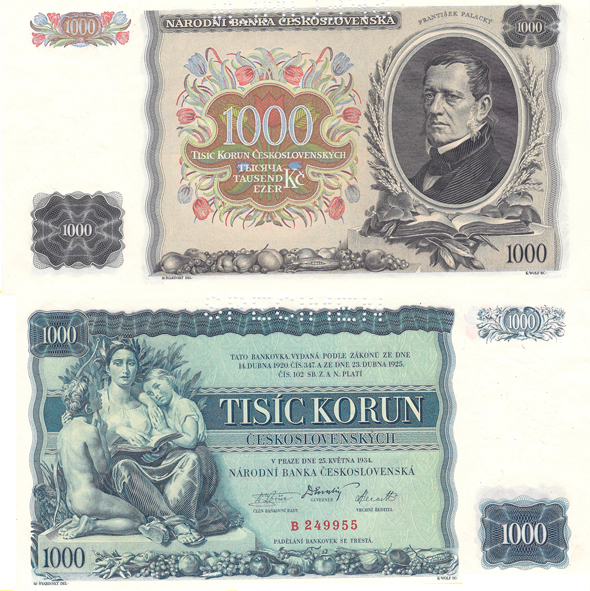
Bancnota cehoslovacă de 1.000 de coroane emisă la 25 mai 1934, pe care este reprezentat portretul lui František Palacký.
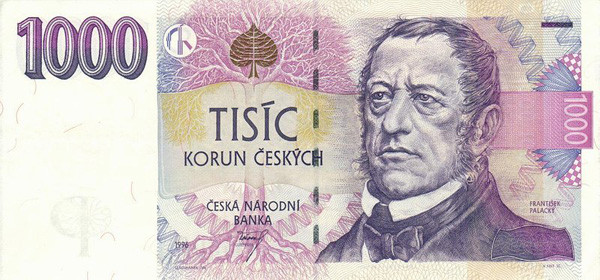
Bancnota cehă de 1.000 de coroane emisă în 1996, pe care este reprezentat portretul lui František Palacký.